# رون إنجلش
رون إنجلش (بالإنجليزية: Ron English)‏ هو لاعب كرة قدم أمريكية أمريكي، ولد في 21 مايو 1968 في بومونا في الولايات المتحدة.